# Jimmy Hill
James "Jimmy" William Thomas Hill, OBE, född 22 juli 1928, död 19 december 2015, var en engelsk professionell fotbollsspelare och senare en tv-personlighet. Hans karriär inkluderade nästan alla roller i sporten, inklusive spelare, fackföreningsledare, tränare, chef, direktör, ordförande, tv-chef, presentatör, fotbollsexpert, analytiker och assisterande domare.
Han började sin spelarkarriär i Brentford 1949 och flyttade till Fulham tre år senare. Han är främst hågkommen fōr sina insatser inom fotbollen efter sin aktiva spelarkarriär. Han började i Brentford 1949 och flyttade till Fulham tre år senare. Efter att ha avslutat som spelare tog han över som manager för  Coventry City, moderniserade lagets image och vägledde dem från tredje till första divisionen. 
Som ordförande för Professional Footballers' Association kämpade han framgångsrikt för att i January 1961 ta bort English Football Leagues dåvarande lönetak på £20 i veckan för spelare. 1967 började han en karriär inom fotbollssändningar och från 1973 till 1988 var han värd för BBCs Match of the Day.
Hill var också pådrivande för två viktiga regeländringar inom engelsk fotboll, dels att införa målskillnad istället för målkvot, dels regeln att tilldela 3 poäng istället för 2 vid vinst av match. I båda fallen argumenterade han för att det skulle premiera offensiv fotboll.